# Santee River
Santee River  er den nedre samlende del, 230 km, af et længere flodsystem i staterne North og South Carolina i USA, og som totalt er 708 km langt. Det store afvandingsområde til floden og dens tilløb dominerer kystsletten i South Carolina, og når Atlanterhavet lidt nord for byen Charleston, lige syd for udmundingen af en anden meget stor flod – Pee Dee River. Totalt afvandingsområde er omkring 64.500 km².
Langs flodsystemet ligger kendte, gamle byer som Charlotte, Spartanburg, Columbia og nederst Charleston. Flodsystemet har flere opdæmmede reservoirer.
Santeesystemet består af følgende større bifloder og det nedre flodløb, regnet fra nordøst:
Catawba River – North Carolina, 350 km. (34°28′1″N 80°53′20″V / 34.46694°N 80.88889°V) Går fra McDowell County østover og derefter mod syd ind i reservoiret Lake Wateree i South Carolina, hvor den får navnet Wateree nordøst for storbyen Columbia. Reguleret ved Lake Norman og Lake Wateree. Ved floden ligger Catawba kernekraftværk.
Wateree River – South Carolina, 120 km lang (33°44′39″N 80°37′9″V / 33.74417°N 80.61917°V) . Navnet som Catawba River får nedenfor Lake Wateree, øst for storbyen Columbia. Sammen med floden Congaree River løber den ud i Lake Marion 35 km sydøst for Columbia.
Congaree River – South Carolina, 78 km (33°41′39″N 80°35′48″V / 33.694120°N 80.596574°V. Denne flod er kun et nedre løb som starter ved sammenløbet af to store bifloder fra nord, som mødes ved storbyen Columbia. Tilløbene er en østre Broad River på 240 km (34°01′07″N 81°03′49″V / 34.018634°N 81.063475°V), og en vestlig Saluda River på 320 km (34°00′21″N 81°03′47″V / 34.005756°N 81.063046°V) . Denne flod er reguleret med det store reservoir Lake Murray.
North Santee og South Santee – South Carolina, 230 km. Parallelle flodløb som leder mod øst fra Lake Marion og ud til Atlanterhavet.